# Сан-Жаума-да-Ліерка
Сант-Жауме-де-Л'єрка — село в Іспанії, у складі автономної спільноти Каталонія, у провінції Жирона. Муніципалітет займає площу 6,73 км2, а населення в 2014 році становило 812 осіб.